# Herbita praeditaria
Herbita praeditaria là một loài bướm đêm trong họ Geometridae.